# Хайнрих V фон Верденберг-Сарганс
Хайнрих V (III) фон Верденберг-Сарганс-Вадуц (на немски: Heinrich V (III) Graf von Werdenberg-Sargans-Vaduz; * 1355; † 23 януари 1397) е граф на Верденберг-Сарганс-Вадуц в кантон Санкт Гален и Лихтенщайн.

## Биография
Той е вторият син на граф Хартман III фон Верденберг-Сарганс-Вадуц († 27 август 1354) и съпругата му Агнес фон Монфор-Фелдкирх († 10 март 1379), дъщеря на граф Рудолф IV фон Монфор-Фелдкирх († 1375) и Анна фон Берг-Шелклинген († 1362), дъщеря на граф Улрих III фон Берг-Шелклинген († сл. 1316) и Луитгард фон Калв. Брат е на Рудолф VI († 1 ноември 1365, Родос), и Хартман († 6 септември 1416, дворец Зоненберг), епископ на Кур (1389 –1416).
След смъртта на баща му († 1354) той и братята му са непълнолетни и чичо им Рудолф IV фон Верденберг-Сарганс († 1362) поема опекунството. Майка му Агнес фон Монфор-Фелдкирх се омъжва втори път пр. 1360 г. за Волфхарт I фон Брандис († 18/19 юни 1371).
Хайнрих V фон Верденберг-Сарганс-Вадуц умира на 23 януари 1397 г. и е погребан в капелата „Св. Флориан“, Вадуц, Лихтенщайн.

## Фамилия
Хайнрих V фон Верденберг-Сарганс-Вадуц се жени 1386/1387 г. за Катарина фон Верденберг и Хайлигенберг (* пр. 1387; † ок. 30 юни 1395/сл. 1397), вдовица на граф Дитхелм VI фон Тогенбург († 27 декември 1385), дъщеря на граф Албрехт II фон Верденберг-Хайлигенберг († 1371/1373) и Агнес фон Нюрнберг († 1363), дъщеря на бургграф Фридрих IV фон Цолерн-Нюрнберг († 1332) и Маргарета от Каринтия († 1348). Те нямат деца.